# Рытвины Хама
Рытвины Ха́ма (англ. Hamah Sulci) — система рытвин (рельеф из чередующихся борозд и кряжей) на поверхности луны Сатурна — Энцелада.

## География
Примерные координаты — 27°16′ с. ш. 306°00′ з. д. / 27,26° с. ш. 306° з. д.. Максимальный размер структур составляет 164 км. Рытвины расположены на севере равнины Сарандиб. К западу от них находятся рытвины Самарканд, к югу рытвины Лахедж, а к востоку рытвины Арран. На юго-западе от рытвин тянутся борозды Анбар, а на востоке вертикальные борозды Каукабан. На юго-востоке от рытвин находятся две единственные гряды спутника — гряды Куфа и гряда Эбони. На севере находится множество именных кратеров, таких как Аль-Факик, Маржанах, Айюб и другие.

## Эпоним
Названы в честь Хамы — города, фигурирующего в сборнике арабских сказок «Тысяча и одна ночь». Официальное название было утверждено Международным астрономическим союзом в 2006 году.